# オエステFC
オエステFC (ポルトガル語: Oeste Futebol Clube) は、ブラジル・サンパウロ州バルエリを本拠地とするサッカークラブである。

## 歴史
クラブは1921年1月25日にリオデジャネイロ出身の2人の兄弟によって創設された。1人はフラメンゴの、もう1人はフルミネンセのサポーターだった。ファゼンダ・イタケレのアマチュアクラブとの練習試合は、クラブの名前をどちらにするかを決めるものと位置づけられ、勝てばフラメンゴ、もし負けた場合はフルミネンセとなるはずだった。クラブは3-0で勝利したが、名前はサンパウロ州の中西部地域からオエステFC (Oeste Futebol Clube) と名付けられ、クラブカラーはフラメンゴと同じものが採用された。
2003年にカンピオナート・パウリスタ・セリエA2（サンパウロ州選手権2部）に優勝したことにより、2004年に初めてカンピオナート・パウリスタ・セリエA1に参戦した。2008年のセリエA2決勝でサント・アンドレに敗れ、2009年にセリエA1に復帰した。

## シンボル
都市の主要な川のひとつオンサ川（Rio da Onça、オンサはポルトガル語でジャガーを意味する）から、クラブのマスコットはジャガーである。

## スタジアム
オエステのホームゲームはバルエリにあるエスタジオ・ムニシパル・ドス・アマロスで行われ、収容人数は14,074人である。1928年10月20日に開場され、1989年から2010年の間はエスタジオ・イデノール・ピカルジ・セメギーニという名称だった。

## タイトル

### 国内タイトル
- カンピオナート・パウリスタ・ド・インテリオール : 1回
  - 2011
- カンピオナート・パウリスタ・セリエA2 : 1回
  - 2003
- カンピオナート・パウリスタ・セリエA3 : 1回
  - 1999, 2002
- カンピオナート・パウリスタ・セグンダ・ジヴィゾン : 1回
  - 1998
- カンピオナート・パウリスタ・セリエB2 : 1回
  - 1997

### 国際タイトル
なし

## 過去の成績
| セリエA優勝 | セリエA準優勝 | 上位リーグ昇格 | 下位リーグ降格 |
| シーズン | リーグ  | 順位     | 勝点     | 試合数   | 勝       | 分       | 敗       | 得点     | 失点     |
| -------- | ------- | -------- | -------- | -------- | -------- | -------- | -------- | -------- | -------- |
| 2006     | セリエC | 参戦せず | 参戦せず | 参戦せず | 参戦せず | 参戦せず | 参戦せず | 参戦せず | 参戦せず |
| 2007     | セリエC | 参戦せず | 参戦せず | 参戦せず | 参戦せず | 参戦せず | 参戦せず | 参戦せず | 参戦せず |
| 2008     | セリエC | 参戦せず | 参戦せず | 参戦せず | 参戦せず | 参戦せず | 参戦せず | 参戦せず | 参戦せず |
| 2009     | セリエD | 参戦せず | 参戦せず | 参戦せず | 参戦せず | 参戦せず | 参戦せず | 参戦せず | 参戦せず |
| 2010     | セリエD | 31位     | 5        | 6        | 1        | 2        | 3        | 3        | 6        |
| 2011     | セリエD | 4位      | 20       | 24       | 6        | 2        | 6        | 18       | 19       |
| 2012     | セリエC | 1位      | 41       | 24       | 11       | 8        | 5        | 29       | 21       |
| 2013     | セリエB | 15位     | 46       | 38       | 11       | 13       | 14       | 44       | 58       |
| 2014     | セリエB | 15位     | 48       | 38       | 12       | 12       | 14       | 39       | 48       |
| 2015     | セリエB | 16位     | 44       | 38       | 10       | 14       | 14       | 37       | 45       |
| 2016     | セリエB | 16位     | 41       | 38       | 8        | 17       | 13       | 32       | 46       |
| 2017     | セリエB |          |          |          |          |          |          |          |          |

## 歴代所属選手
- マルシオ・リシャルデス 2004
- パトリック・マルセリーノ2018